# Trichomycterus caipora
Trichomycterus caipora és una espècie de peix de la família dels tricomictèrids i de l'ordre dels siluriformes.

## Morfologia
Els mascles poden assolir els 11,6 cm de llargària total.

## Distribució geogràfica
Es troba al Brasil.